# Glass Onion
Glass Onion è una canzone di John Lennon e Paul McCartney, originariamente pubblicata nel 1968 come terza traccia dell'album The Beatles, noto come White Album.

## Il brano

### Registrazione
Il brano fu registrato durante le sedute per l'album The Beatles l'11 settembre 1968 negli studi londinesi della EMI ad Abbey Road.
Nella seduta di missaggio dell'album, curata da Lennon, McCartney e George Martin, ne fu deciso il posizionamento come terza traccia, in coda a Dear Prudence.
Benché ufficialmente accreditato alla coppia Lennon / McCartney, il brano è opera del solo John Lennon.
A eseguire il brano furono John Lennon (voce sovraincisa, voce e pianoforte), Paul McCartney (basso elettrico e pianoforte), George Harrison (chitarra solista) e Ringo Starr (batteria e tamburello), più un gruppo d'archi che comprendeva 5 violini, 2 viole, 2 violoncelli e un banjo.
Produttore del brano nonché arrangiatore degli archi fu George Martin.

### Struttura del testo
La canzone rappresenta un vero e proprio "attacco", pieno di sarcasmo, agli ammiratori più incalliti e agli esegeti del gruppo. Lennon si scaglia con ironia verso tutti quei fans, pseudointellettuali e non, che avevano voluto scorgere significati reconditi e verità nascoste in molte delle canzoni composte dai Beatles fino ad allora. Il testo infatti, una tipica burla alla John Lennon, è frutto della sua tendenza a costellare le proprie canzoni di falsi riferimenti per prendersi gioco dei fan più inclini a cercare significati nascosti nelle parole dei brani rock in voga in quel periodo, fa ampio riferimento diretto ad altri lavori dei Beatles: Strawberry Fields Forever («I told you about strawberry fields»), The Fool on the Hill («I told you about the fool on the hill»), Lady Madonna («Lady Madonna trying to make ends meet»), I Am the Walrus («The walrus was Paul») e Fixing a Hole («Fixing a hole in the ocean»), e altri, più criptici, ad altri brani, come There's a Place, I'm Looking Through You e Within You Without You.
La prova dell'influenza di tale canzone sulla fantasia dei fan e sul nascere di alcune leggende metropolitane è data dalle voci, nate intorno al 1967 e mai del tutto sopìte, che riguardarono la presunta morte di Paul McCartney e sostituzione con un suo sosia che da allora lo impersonerebbe in tutte le occasioni pubbliche: il passo in cui John Lennon canta «Well here's another clue for you all: the walrus was Paul» («Beh, c'è un altro indizio per voi: il tricheco era Paul») fu in effetti interpretato come la dimostrazione che McCartney era effettivamente morto, in quanto vi fu chi congetturò che il tricheco fosse un simbolo di morte (in realtà tale animale era solo vagamente correlato, nella cultura popolare, all'estremo nord, ritenuto il luogo delle anime delle persone decedute di morte violenta, e alle aurore boreali che ivi hanno luogo, che si ritenevano essere i raggi luminosi emessi da tali anime mentre giocavano con una testa di tricheco usata come palla).
Comunque, in seguito, Lennon disse di avere null'altro che costruito deliberatamente una serie di connessioni senza senso.

### Notizie e curiosità
Esiste un'altra versione della canzone, un primo mix fatto da Lennon, nel quale mancano gli archi di George Martin (quelli che creano la celebre e leggermente sinistra dissolvenza finale della canzone). Questo primo missaggio termina con la voce di un cronista sportivo che ripete diverse volte «It's a goal!». Questo mix alternativo del brano è stato pubblicato sul terzo volume dell'Anthology nel 1996.